# 凱文·克拉默
凱文·克拉默（Kevin Cramer；1961年1月21日—）是美國的一位政治人物。自2013年開始，他是北達科他州單一選舉區選出的美國眾議院議員。他的黨籍是共和黨。在1991年至1993年期間，他曾經擔任共和黨北達科他州主席。克拉默在2014年接替里克·博格競選北達科他州在國會的眾議員。
於2018年中期選舉時擊敗海迪·海特坎普當選為北達科他州參議員